# 福島県道213号芦ノ牧温泉停車場線
福島県道213号芦ノ牧温泉停車場線（ふくしまけんどう213ごう あしのまきおんせんていしゃじょうせん）は、福島県会津若松市にある一般県道である。

## 路線概要
- 起点：福島県会津若松市上三寄字香塩（会津鉄道会津線芦ノ牧温泉駅前）
- 終点：福島県会津若松市上三寄字香塩
- 総延長：140 m[1]
  - 実延長：総延長に同じ
- 路線認定年月日：1987年8月7日[2]

1959年8月31日に国鉄会津線上三寄駅から二級国道宇都宮米沢線に至る一般県道上三寄停車場線として指定された後、1987年7月16日の会津鉄道への転換と同時に行われた駅名変更により新たに路線認定された。駅周辺は旧駅名である上三寄地区の中心市街地であり、芦ノ牧温泉の温泉街は南へ4 kmほど離れた市内大戸町に位置する。

## 通過する自治体
- 福島県
  - 会津若松市

## 接続・交差する道路
- 国道118号（国道121号重用区間）（上三寄字香塩 終点）

## 沿線
- 会津鉄道 芦ノ牧温泉駅
- 上三寄郵便局